# 세타나정
세타나정(일본어: せたな町)은 일본 홋카이도 히야마 진흥국 관내에 있는 구도군의 정이다.

## 지리
히야마 관내 북부에 있으며 북부는 시리베시 종합진흥국과의 경계에 있는 가리바산을 중심으로 한 산악 지대이고, 이것이 동해와 만나는 곳에 못타곶이 있다. 또 남동부도 유랏푸산을 중심으로 한 산악 지대이다. 서쪽은 동해와 접한 험난한 해안이 계속되고 가리바못타 도립 자연공원으로 지정되어 있다. 해안선을 따라 국도 229호선이 통과한다.

### 인접한 자치체
- 히야마 진흥국
  - 세타나군 이마카네정

- 오시마 종합진흥국
  - 후타미군 야쿠모정

- 시리베시 종합진흥국
  - 시마마키군 시마마키촌

## 역사
2005년 9월 1일에 세타나군 세타나정·기타히야마정, 구도군 다이세이정 등 3개 정이 합병해 탄생했다. 세타나군 기타히야마정의 정사무소를, 세타나군 세타나정의 정명을, 구도군 다이세이정의 군명을 각각 계승하는 형태가 되었다.

## 산업
오징어, 임연수어, 전복, 감 등의 수산업과 수도, 감자, 멜론, 시금치, 두류, 낙농 등의 농업이 번성한다.

## 기후
| 세타나정의 기후                                              | 세타나정의 기후 | 세타나정의 기후 | 세타나정의 기후 | 세타나정의 기후 | 세타나정의 기후 | 세타나정의 기후 | 세타나정의 기후 | 세타나정의 기후 | 세타나정의 기후 | 세타나정의 기후 | 세타나정의 기후 | 세타나정의 기후 | 세타나정의 기후 |
| 월                                                           | 1월             | 2월             | 3월             | 4월             | 5월             | 6월             | 7월             | 8월             | 9월             | 10월            | 11월            | 12월            | 연간            |
| ------------------------------------------------------------ | --------------- | --------------- | --------------- | --------------- | --------------- | --------------- | --------------- | --------------- | --------------- | --------------- | --------------- | --------------- | --------------- |
| 역대 최고 기온 °C (°F)                                       | 9.3 (48.7)      | 11.1 (52.0)     | 16.0 (60.8)     | 23.5 (74.3)     | 27.1 (80.8)     | 31.7 (89.1)     | 31.6 (88.9)     | 32.8 (91.0)     | 31.8 (89.2)     | 24.7 (76.5)     | 19.6 (67.3)     | 14.0 (57.2)     | 32.8 (91.0)     |
| 일평균 최고 기온 °C (°F)                                     | 0.6 (33.1)      | 1.2 (34.2)      | 4.8 (40.6)      | 10.4 (50.7)     | 15.1 (59.2)     | 19.0 (66.2)     | 23.0 (73.4)     | 25.1 (77.2)     | 22.4 (72.3)     | 16.4 (61.5)     | 9.5 (49.1)      | 3.0 (37.4)      | 12.5 (54.6)     |
| 일일 평균 기온 °C (°F)                                       | −1.9 (28.6)     | −1.4 (29.5)     | 1.7 (35.1)      | 6.5 (43.7)      | 11.1 (52.0)     | 15.3 (59.5)     | 19.5 (67.1)     | 21.4 (70.5)     | 18.2 (64.8)     | 12.4 (54.3)     | 6.1 (43.0)      | 0.3 (32.5)      | 9.1 (48.4)      |
| 일평균 최저 기온 °C (°F)                                     | −4.7 (23.5)     | −4.4 (24.1)     | −1.6 (29.1)     | 2.4 (36.3)      | 7.2 (45.0)      | 12.0 (53.6)     | 16.8 (62.2)     | 18.2 (64.8)     | 13.9 (57.0)     | 7.9 (46.2)      | 2.5 (36.5)      | −2.5 (27.5)     | 5.6 (42.2)      |
| 역대 최저 기온 °C (°F)                                       | −16.2 (2.8)     | −15.3 (4.5)     | −11.6 (11.1)    | −5.0 (23.0)     | −1.5 (29.3)     | 2.3 (36.1)      | 6.9 (44.4)      | 9.1 (48.4)      | 3.0 (37.4)      | −1.1 (30.0)     | −6.5 (20.3)     | −12.0 (10.4)    | −16.2 (2.8)     |
| 평균 강수량 mm (인치)                                        | 53.7 (2.11)     | 48.3 (1.90)     | 51.1 (2.01)     | 68.8 (2.71)     | 94.9 (3.74)     | 67.3 (2.65)     | 116.3 (4.58)    | 145.5 (5.73)    | 145.4 (5.72)    | 104.6 (4.12)    | 99.1 (3.90)     | 72.0 (2.83)     | 1,070.7 (42.15) |
| 평균 강우일수                                                | 13.9            | 11.6            | 10.8            | 9.8             | 10.0            | 7.7             | 9.4             | 9.6             | 11.1            | 13.0            | 14.3            | 14.0            | 135.2           |
| 평균 월간 일조시간                                           | 26.4            | 47.6            | 122.7           | 177.4           | 192.7           | 167.6           | 147.4           | 172.3           | 173.2           | 136.0           | 66.1            | 29.8            | 1,459.3         |
| 출처: 일본 기상청 (평년값: 1991년~2020년, 극값: 1976년~현재) |                 |                 |                 |                 |                 |                 |                 |                 |                 |                 |                 |                 |                 |

## 교통

### 도로
- 국도 229호선
- 국도 230호선
- 국도 276호선(일본어판)